# Hipposideros curtus
Hipposideros curtus — є одним з видів кажанів родини Hipposideridae.

## Поширення
Країни поширення: Камерун, Екваторіальна Гвінея. Це вид низовини, що знаходиться на висотах від рівня моря до 500 м. Вид пов'язаний з тропічними вологими лісами. Спочиває в печерах.

## Загрози та охорона
Загрози для цього виду включають поточні втрати лісу і порушення печер. Ряд з небагатьох відомих сідал вже порожні ймовірно, через порушення. Цей вид не був записаний у охоронних територіях.